# Rio Savalano
Il Rio Savalano (anche "Rio Savolano"), lungo 14 chilometri, è il braccio maggiore del fiume Fine, proveniente dalle Colline livornesi.

## Il corso del Savalano

### Corso superiore
Per tutto l'alto corso, il Rio Savalano è nel territorio comunale di Collesalvetti.
Il Rio Savalano nasce dal Monte Maggiore all'altezza di 380 metri sul livello del mare.  Dopo aver aggiranto le pendici del Poggio alle Fate, numerosi torrenti di modesta lunghezza sfociano nel corso d'acqua, che non si dirige a nord o a ovest (come la maggior parte dei ruscelli provenienti dai Monti livornesi), ma imbocca un'ampia valle curvando lentamente verso sud.
In questo tratto, lungo poco più di tre chilometri, il rio riceve numerosi affluenti dalle Colline livornesi, quali il Botro della Ficaiole e il Botro Toricchi, che si distinguono per la loro portata maggiore. In prossimità del Poggio di Buti (91 m), il corso d'acqua vira bruscamente verso sud. Da qui prosegue, sempre per la stessa direzione, raccogliendo un'incredibile quantità di ruscelli, che però raramente superano il chilometro di lunghezza, provenienti adesso dalle Colline pisane.
Inizia così il basso corso del Rio Savalano, in cui diventa una sorta "confine naturale" tra i due gruppi montuosi.

### Corso inferiore
Durante il suo corso inferiore il Rio Savalano procede deciso verso sud, ricevendo numerosi affluenti sia dalle Colline pisane che da quelle livornesi, anche se gli ultimi sono più lunghi e hanno una portata maggiore. Da qui in poi la pendenza si fa più dolce, 
il corso rallenta notevolmente e il torrente si trova a fare da confine tra la provincia di Pisa e quella di Livorno, correndo parallelamente alla via ferrata e alla autostrada diretta a Cecina e a Rosignano.
A nove chilometri dalla sorgente il rio accresce notevolmente la sua portata grazie al suo immissario, il Botro del Motorno, proveniente dalla località Gabbro, sulle Colline livornesi. Successivamente curva leggermente verso ovest, poco prima di ricevere il Botro della Sanguigna, sempre proveniente da Gabbro, il quale contribuisce maggiormente alla portata del fiume.
Gli affluenti dalle Colline pisane diminuiscono poi fino a scomparire: segno della vicinanza al fiume Fine, che ora forma il lago artificiale Solvay, a poco più di un chilometro dal Rio. Assumendo poi un corso molto frastagliato, pieno di meandri e curve, il Rio Savalano termina il suo corso due chilometri dopo congiungendosi al fiume Fine (30 metri d'altezza), raddoppiando quasi la sua portata idrica.

## Affluenti

### A destra della foce
Alto corso:
- Botro Ficarola, 3,2 km;
- Botro Toricchi, 3 km.

Basso corso:
- Botro del Motorno, 5 km;
- Botro della Sanguigna, 7 km;
- Botro di Castelnuovo, 3,8 km;
- Botro di Vallicella, 1,5 km:
- Botro della Giunca, 2 km.

### A sinistra della foce
Alto corso:
- vari torrentelli raramente più lunghi del km.

Basso corso:
- Botro del Poggio di Masino, 2 km;
- Botro del Podere Agnotoe, 1,5 km;
- Botro del Podere Aloncino, 2 km.

## Luoghi attraversati
Alto corso:
- Monte Maggiore, 454 m s.l.m.;
- Località Pian da Torri, 100 m s.l.m.;
- Località Marmigliao, 84 m s.l.m.;
- Podere Colle Beato.

Basso corso
- Autostrada A12 Genova-Rosignano;
- Podere Rongo, 58 m s.l.m.;
- Podere Savalano, 56 m s.l.m.;
- Località Podere Atone, 38 m s.l.m.;
- Casale Lenze, 34 m s.l.m.;
- Località Pontone, 32 m s.l.m.